# Min stora feta grekiska semester
Min stora feta grekiska semester (originaltitel My Life in Ruins) är en romantisk-komedifilm från 2009.  Huvudrollerna spelas av Nia Vardalos, Richard Dreyfuss, Alexis Georgoulis, Rachel Dratch, Harland Williams och Alistair McGowan. Filmen handlar om amerikanen Georgia som flyttat till Grekland och börjat jobba som guide där men är hatad av sina medarbetare. Filmen hade premiär 5 juni 2009 i USA, 7 maj 2009 i Grekland, samt 25 september samma år i Sverige.

## Handling
Georgia (Nia Vardalos) arbetar som guide för turister som besöker Grekland och får alltid leda en grupp missanpassade turister som hellre skulle köpa en T-shirt än lära sig om historia och kultur. I en konflikt mellan personligheter och kulturer, verkar allt gå fel, tills en dag då en äldre resenär som heter Irv Gordon (Richard Dreyfuss), visar henne hur man har kul, och får henne att ta en ordentlig titt på den sista personen hon någonsin skulle förvänta sig att hitta kärlek med, hennes grekiska busschaufför (Alexis Georgoulis).

## Produktion

### Utveckling
Manuset är skrivet av Mike Reiss främst känd från Simpsons, och är baserat på hans egna reseupplevelser, och omskrevs sen av Nia Vardalos som skrev manuset till Mitt stora feta grekiska bröllop.

### Filming
Filmen är inspelad i Grekland och spanska Alicante, samt Guadalest and Javea. Det var första gången som en amerikansk filmstudio fick filmade vid Acropolis efter att Vardalos sökt tillstånd hos den grekiska regeringen. Andra filmningsplatser är Olympia, Delphi, och Epidaurus.

## Release
Den första trailern publicerades 7 januari 2009. Filmen hade premiär den 5 juni 2009 och inbringade i USA 3,2 miljoner dollar under de tre första premiärdagarna. Efter 17 dagar hade inkomsten i USA ökat till 8 500 270 dollar. I Grekland inbringade filmen 1 549 303 dollar under de tre första premiärdagarna. Efter en månad hade inkomsten ökats till 1 871 896 dollar. I Kanada blev den totala bioförsäljningen 777 290 dollar.
I USA lanserades filmen på DVD och Blu-ray den 6 oktober 2009, och 12 april 2010 värderades försäljningen till 5 718 459 dollar. I Sverige släpptes filmen på DVD och Blu-ray den 30 december 2009.